# U-845
| U-845                      | U-845                                                                      | U-845                                                                      |
| -------------------------- | -------------------------------------------------------------------------- | -------------------------------------------------------------------------- |
|                            |                                                                            |                                                                            |
|                            |                                                                            |                                                                            |
|                            |                                                                            |                                                                            |
| Під прапором               | Третій рейх                                                                | Третій рейх                                                                |
| Спуск на воду              | 18 січня 1943 року                                                         | 18 січня 1943 року                                                         |
| Виведений зі складу флоту  | 10 березня 1944 року                                                       | 10 березня 1944 року                                                       |
| Сучасний статус            | затоплений                                                                 | затоплений                                                                 |
| Проєкт                     |                                                                            |                                                                            |
| Тип ПЧ                     | Дизельний підводний човен                                                  | Дизельний підводний човен                                                  |
| Основні характеристики     |                                                                            |                                                                            |
| Швидкість (надводна)       | 19 вузлів                                                                  | 19 вузлів                                                                  |
| Швидкість (підводна)       | 7,3 вузлів                                                                 | 7,3 вузлів                                                                 |
| Гранична глибина занурення | 230 м                                                                      | 230 м                                                                      |
| Екіпаж                     | 48 особи                                                                   | 48 особи                                                                   |
| Розміри                    |                                                                            |                                                                            |
| Довжина найбільша (по КВЛ) | 76,8 м                                                                     | 76,8 м                                                                     |
| Ширина корпусу найб.       | 6,9 м                                                                      | 6,9 м                                                                      |
| Висота                     | 9,6м                                                                       | 9,6м                                                                       |
| Середня осадка (по КВЛ)    | 4,7 м                                                                      | 4,7 м                                                                      |
| Водотоннажність надводна   | 1144 т                                                                     | 1144 т                                                                     |
| Озброєння                  |                                                                            |                                                                            |
| Артилерія                  | 1 × 88-мм палубна гармата SK C/32                                          | 1 × 88-мм палубна гармата SK C/32                                          |
| Торпедно- мінне озброєння  | 4 носових і два кормових ТА. 22 торпеди або 44 міни TMA чи 66 TMB          | 4 носових і два кормових ТА. 22 торпеди або 44 міни TMA чи 66 TMB          |
| ППО                        | 1 × 37-мм зенітна гармата SKC/30 2 (1 × 2) × 20-мм зенітні гармати FlaK 30 | 1 × 37-мм зенітна гармата SKC/30 2 (1 × 2) × 20-мм зенітні гармати FlaK 30 |

U-845 — німецький підводний човен типу IXC/40, часів  Другої світової війни.
Замовлення на будівництво човна було віддане 20 січня 1941 року. Човен був закладений на верфі «AG Weser» у Бремені 20 червня 1942 року під заводським номером 1051, спущений на воду 18 січня 1943 року, 1 травня 1943 року увійшов до складу 4-ї флотилії. За час служби також входив до складу 10-ї флотилії
За час служби човен зробив 1 бойовий похід, у якому пошкодив 1 судно.
10 березня 1944 року потоплений в Північній Атлантиці південно-західніше Ірландії (48°20′ пн. ш. 20°33′ зх. д. / 48.333° пн. ш. 20.550° зх. д.) глибинними бомбами британського есмінця «Форестер», канадських есмінця «Сейнт Лорен», корвета «Оуен Саунд» і фрегата «Суонсі». 10 членів екіпажу загинули, 45 врятовані.

## Звання
- Корветтен-капітан Удо Беренс (1 травня — 9 липня 1943)
- Капітан-лейтенант Рудольф Гоффманн (3 липня — 7 жовтня 1943)
- Корветтен-капітан Вернер Вебер (8 жовтня 1943 — 10 березня 1944)

## Потоплені та пошкоджені кораблі[3]
| Назва     | Тип            | Належність      | Дата          | Тоннаж (БРТ) | Вантаж         | Статус     | Місце                                                       |
| Kelmscott | вантажне судно | Велика Британія | 9 лютого 1944 | 7 039        | Газетний папір | пошкоджено | 47°31′ пн. ш. 52°23′ зх. д. / 47.517° пн. ш. 52.383° зх. д. |